# Cinéma koweïtien
Le cinéma au Koweït est encore mineur.
Le premier long métrage du Koweït, La Mer cruelle, a été réalisé en 1972.

## Salles de cinéma
L'unique entreprise autorisée à diffuser publiquement des films en salle est la compagnie Cinescape, depuis 1956. Elle dispose de plus de 10 salles de cinéma dans les centres commerciaux, dont les plus grands sont au 360 Mall et au Avenues Mall.
Tous les films sont soumis à la censure, et privés des scènes qui peuvent perturber enfants ou adultes.
Le Koweït propose de nombreux films de cinéma du monde entier quelques semaines après leur sortie aux États-Unis. Certains films sont même sortis un jour avant leur sortie américaine.

## Films tournés au Koweït
- La Mer cruelle (film koweïtien, 1972)
- Ahmad Al Sane's Life (documentaire africain, 1976)
- Baraka (documentaire américain, 1982)
- Les Anges (film tunisien, 1984)
- Fires of Kuwait (court-métrage documentaire américain, 1992)
- Lektionen in Finsternis (court-métrage documentaire allemand, 1992)
- Sedra (film koweïtien, 2001)
- Shabab Cool (film koweïtien, 2002)
- VeTool (court-métrage documentaire, 2004)
- 365 Boots on Ground (documentaire américain, 2005)
- Desert Sky (documentaire américain, 2005)
- Losing Ahmad (2006)
- Cute (film koweïtien, 2008)
- Al Denjewana (film koweïtien, 2009)
- Kahin Na Kahin Milenge (film indien, 2009)

## Réalisateurs koweïtiens
- Khalid Al Siddiq